# Laghi di Lavagnina
I laghi di Lavagnina sono due laghi artificiali dell'Appennino ligure in provincia di Alessandria ed interessano i comuni di Casaleggio Boiro, Mornese e Bosio. I laghi sono chiamati uno lago Superiore e l'altro lago Inferiore.

## Storia
Nella zona veniva estratto oro e nel 1852 in località Lavagnina, ora sommersa dall'invaso, venne costruito uno stabilimento metallurgico per la preparazione dei lingotti. Le miniere passarono sotto il controllo della Societé Anonyme des Mines d'or du Gorzente con sede a Lione, in Francia. Nel 1913 si esaurì anche l'ultima miniera.La costruzione della diga che era cominciata con l'esaurimento di alcune miniere venne terminata nel 1887 per il lago superiore, mentre per il lago inferiore la costruzione cominciò nel 1911 e finì nel 1917. Nei periodi di secca sono visibili cascina Lavagnina e lo stabilimento metallurgico costruito nel 1850.